# Richard Schickel
Richard Schickel, né le 10 février 1933 à Milwaukee (Wisconsin) et mort le 18 février 2017 à Los Angeles (Californie), est un auteur et journaliste américain spécialisé dans les reportages et les biographies du monde du cinéma hollywoodien.

## Biographie
Richard Schickel a été critique cinématographique pour le magazine Time et a aussi écrit pour Life et le Los Angeles Times.

## Œuvres
- The World of Carnegie Hall (1960)
- The Stars (1962)
- Movies : The History of an Art and an Institution (1964), paru en français sous le titre Derrière l'écran, histoire du cinéma, Paris, Éditions Seghers, 1966, collection « Nouveaux horizons », n° L 58.
- The World of Goya, 1746–1828 (1968)
- (en) Richard Schickel, The Disney Version: The Life, Times, Art and Commerce of Walt Disney, 1968 (réimpr. 1985, 1997) [détail de l’édition]
- The Museum (1970)
- Second Sight: Notes on Some Movies 1965–1970 (1972)
- His Picture in the Papers: A Speculation on Celebrity in America Based on the Life of Douglas Fairbanks, Sr. (1974)
- Harold Lloyd: The Shape of Laughter (1974)
- The World of Tennis (1975)
- Douglas Fairbanks: The First Celebrity (1976)
- Another I, Another You: A Novel (1978)
- Singled Out: A Civilized Guide to Sex and Sensibility for the Suddenly Single Man—or Woman (1981)
- Cary Grant: A Celebration (1983)
- D. W. Griffith: An American Life (1984); British Film Institute Book Prize, 1985
- Intimate Strangers: The Culture of Celebrity (1985) (aka Common Fame: The Culture of Celebrity); revised 2000
- Lena by Lena Horne and Richard Schickel
- James Cagney: A Celebration (1986)
- Gary Cooper (1986)  (ISBN 0-316-77307-7)
- Striking Poses: Photographs from the Kobal Collection (1987)
- Carnegie Hall: The First One Hundred Years by Richard Schickel and Michael Walsh (1987)
- Schickel on Film: Encounters—Critical and Personal—With Movie Immortals (1989)
- Brando: A Life in Our Times (1991)
- Double Indemnity (BFI Film Classics) (1992)
- Clint Eastwood: A Biography (1996) trad. en français par Georges Goldfayn & Doug Headline
- Hollywood at Home: A Family Album 1950–1965 (1998)
- Matinee Idylls: Reflections on the Movies (1999)
- Good Morning, Mr Zip Zip Zip: Movies, Memory and World War II (2003)
- Elia Kazan: A Biography (2005)
- Bogie: A Celebration of the Life and Films of Humphrey Bogart (2006)  (ISBN 0-312-36629-9)
- The Essential Chaplin: Perspectives on the Life and Art of the Great Comedian (2006) (editor)

## Filmographie
- 1981 : James Cagney: That Yankee Doodle Dandy
- 1995 : Elia Kazan: A Director's Journey
- 2002 : Woody Allen: A Life in Film
- 2003 : Charlie: The Life and Art of Charles Chaplin
- 2013 : Eastwood Directs: The Untold Story